# Anima mundi
Duše světa (řecky ψυχή κόσμου, latinsky Anima mundi), Platón v dialogu Timaios znázorňuje proces vzniku světa jako „harmonické“ smíšení „vlastního“, „jiného“ a substance sloužící jako mezičlánek; ta je směsí „dělitelného“ a „nedělitelného“. Tělo světa je provívano a zahaleno duší světa. Ta umožňuje jeho poznávání, nevytváří je však.
Teprve pro stoiky se stává pořádající silou přírody, shodna s božskou matérií nebo pneumatem. Světová duše je podle nich imanentní hybatel, aktivní matérie, pohybující matérií pasivní, kterou specifikuje. Má-li ovšem duši, pak musí mít také tělo. Proto říká Platón, že země je živočich. Analogické závěry plynoucí z jeho teze nalézáme leckde, až po Harmonices mundi („Harmonie světa“, Linz 1619) Johanna Keplera.
U novoplatoniků je svět tvořen emanací nedělitelného, nikoli tedy kupříkladu rozštěpením matérie. Světová duše, jako třetí hypostaze nedělitelného, zajišťuje podle Plótina běh universa, propůjčujíc jednotu mnohosti tvorů, jimž dává život, zůstávajíc přitom od nich oddělena. Také Corpus Hermeticum, směšující platónské představy se stoickými náznaky, nazývá svět často “nesmrtelným živočichem”. V řecké alexandrijské alchymii se téma světové duše rozvíjí dosti pozdě, a to u komentátorů blízkých novoplatonismu, jako byli Olympiodóros nebo Stefanos. Džábir ibn Hajján bere v souvislosti s harmonií, již duše světa matérii propůjčuje, zřetel i na aspekty kvantitativní. Platí to především pro čtveřici antických živlů, které v dokonalých tělech musí být v rovnováze. Tato prostá teorie Řeků směřuje u Arabů k rostoucí kvantifikaci poměrů směsí. V západní středověké alchymii nebylo pro duši světa místa, neboť se vyvíjela ve stínu aristotelských představ. Světová duše se do západní alchymie vrací v renesanci.